# Kuro No Kan-chan
La oscuridad de Khan (黒のKan-チャン  Kuro no Kan-chan) es una serie de animación japonesa de 26 episodios, dirigida por Yubi Anno y realizada por los estudios Bright Star. Se emitió de 1987 a 1988. El argumento principal de Kuro no Kan-chan gira en torno a un joven hikikomori en Kioto, Japón, y sus aventuras por conseguir pareja, y de llegar a ser el Sage más importante en dicho país, atrayendo (o intentando atraer) a más de una mujer, lo que lo lleva a situaciones casi siempre embarazosas.
La ambientación astral de Kuro no Kan-chan le da el toque místico que Yubi Anno suele darle a sus trabajos (Esencialmente visto en sus previos trabajos), probablemente llevados de la mano con el Soundtrack de la serie misma (Creado por Yōko Kanno)

## Argumento
Kan (o Khan según la traducción en caracteres latinos) es un joven Hikikomori el cual toda su vida ha sido víctima de bromas, usualmente muy molestas, por parte de sus amigos.
Cierto día, al llegar a casa (a su habitación exactamente), encuentra un E-Mail, al cual no le presta atención.

## Personajes principales
- Kan Hazukan (ジェット・ブラック Kan Hazukan?)

Es el protagonista de la serie. Kan ha vivido su vida con un solo propósito: Ser el mejor Sage de su ciudad. Para esto se la pasa leyendo y estudiando todo lo que se le ocurre a puertas cerradas en su habitación, llegando a un punto en el que ya nada podía interrumpirlo, hasta que conoció a Pierre Inah, su némesis, la cual busca lo mismo que él, creándose la eterna rivalidad entre los dos.

## Película en imagen real
El 7 de agosto de 2010, Sunrise anunció la esperada película en imagen real de Kuro no Kan-Chan. Fue calendarizada para ser estrenado el 2011, con la actuación de Keanu Reeves en el papel de Khan.
- Datos: Q5960990